# 社会派推理小説
社会派推理小説（しゃかいはすいりしょうせつ）は、推理小説のジャンルの一つで、用語としては日本では1960年代頃から使用されている。

## 概念
一般に、社会性のある題材を扱い、作品世界のリアリティを重んじた作風の推理小説を指す。事件そのものに加え、事件の背景を丁寧に描くのが特徴。
しかし、社会派推理小説はいわゆる「本格派推理小説」と対立・独立のジャンルではない。小説の主題に社会性があることと論理的な謎解きは矛盾しないからである。
海外の作品を視野に入れた場合、背景に社会性のある推理小説は特に珍しいものではないが、特にそれらの作品をグルーピング・ジャンル視したり、特有の呼称を持つケースは見られないので、ここでは日本に限って記述する。

## 歴史

### 前史
現在の本用語の位置づけとは異なるものの、推理小説の中で社会的な素材を取り入れる試みは、戦前から存在している。
1935年の『「日本探偵小説傑作集」序文』において江戸川乱歩は社会的探偵小説として、林房雄、平林たい子などの作品や、葉山嘉樹などのプロレタリア作家の作品を挙げている。
戦後に入ってからは、大下宇陀児が『虚像』（1955年）などの社会的素材を取り入れた作品を残した。

### 1960年代
社会派推理小説という用語（あるいは宣伝用のキャッチコピー）がいつ・どこで使われ始めたか、正確な初出は明らかではない。しかし、中島河太郎は1960年の荒正人による新聞記事を、用語の源流に見出している。また1961年に松本清張が「いわゆる社会派とかいう呼称で呼ばれる作品群」と書いており、この時点ですでに一般的な呼称となっていたことがわかる。それ以前、1958年には清張による『点と線』『眼の壁』の単行本が発売され、ベストセラー化したことを一つの契機に、空前の推理小説ブームが起こった。そして、以後、清張の作品に影響を受けた推理小説が大量に出版され、この過程で本用語が生まれ、一つのジャンルとして認知されたと見られている。
こうした中、1961年には長らく断筆状態にあった水上勉が『海の牙』を発表し、日本推理作家協会賞（当時は日本探偵作家クラブ賞）を受賞した。さらに1963年には大作『飢餓海峡』を発表し、水上も社会派推理小説家としてミステリ界に広く認知された。また黒岩重吾、有馬頼義らも「社会派推理小説」の作品を多数発表するようになる。
社会派推理小説の隆盛は純文学文壇を揺るがし、平野謙の問題提起による「純文学論争」を巻き起こした。

### 1970年代
他方、マスメディアも喧伝した推理小説ブームの渦中で、社会派推理小説と銘打ちながら、推理小説としての味わいを持たない「社会批判小説／風俗小説」も乱発された。その結果、早くも1960年代半ばにブームは沈静化し、清張も推理小説の形骸化を批判した。
その後、1970年前後に現れた西村京太郎、森村誠一などの作家は、その初期に、論理性を盛りつつ現実性も重視した作品を書いたため、「社会派推理と本格推理とを融合した作風」と呼ばれた。

### 1980年代〜1990年代
1980年代から1990年代にかけて、社会派推理小説を手掛ける新世代の作家が多く登場する。
宮部みゆきは1987年にデビュー、コンスタントに社会派推理小説を発表、特に『火車』と直木賞受賞作『理由』は評価が高い。
桐野夏生はハードボイルドでデビューしたが、社会派も執筆した。特に『OUT』は犯罪小説でもあり、「このミステリーがすごい!」ランキングにて第1位を獲得、日本推理作家協会賞も受賞した。
1990年にクライム・サスペンス『黄金を抱いて翔べ』でデビューした高村薫は、その後も多くの社会派サスペンスを発表、合田刑事シリーズ第1作『マークスの山』で直木賞を受賞、「このミステリーがすごい!」ランキング第1位に選出された（高村は本作で「社会派推理小説家」として認識されたが、直木賞受賞時に「私はミステリーを書いているつもりはない」と発言しており、これを正式な「社会派推理小説」と呼ぶことはできない）。しかし『リヴィエラを撃て』など他の作品にはミステリとして執筆したものもある。
それまで本格推理小説を手がけていた東野圭吾は、1999年に大作『白夜行』を発表、直木賞候補、「このミス」ランキング第2位にも選出され、社会派作家としても評価されるようになり、その後も社会派推理小説を発表し続けている。

### 主な社会派推理小説家
- 松本清張
- 水上勉
- 黒岩重吾
- 森村誠一
- 宮部みゆき
- 桐野夏生
- 東野圭吾
- 横山秀夫
- 薬丸岳